# Morten Peter Meldal
Morten Peter Meldal (Copenhague, Dinamarca, 16 de enero de 1954) es un químico danés. Es profesor de química orgánica en el Centro de Biología Química Evolutiva de la Universidad de Copenhague, en Copenhague (Dinamarca).
Morten Meldal ha hecho enormes contribuciones al mundo de la síntesis química en fase sólida, abarcando las químicas y tecnologías tanto peptídicas como orgánicas, además de proporcionar el primer ejemplo de la química clic con la reacción de cicloadición 1,3-dipolar de azidas orgánicas y alquinos terminales catalizada por Cuᴵ (CuAAC). Estos logros han llevado a avances en química combinacional y desarrollos clave en bioquímica.
Morten Meldal fue galardonado con el premio Nobel de Química 2022, compartido con Carolyn Ruth Bertozzi y Karl Barry Sharpless, «por el desarrollo de la química clic y la química bioortogonal».

## Carrera profesional
Morten Meldal obtuvo las titulaciones de bachiller universitario en ciencias y doctor (PhD) en Ingeniería Química en el Colegio Politécnico, Universidad Técnica de Dinamarca (DTU) (Lyngby, Dinamarca). Su tesis doctoral, bajo la supervisión de Klaus Bock, se centró en la síntesis y caracterización de oligosacáridos. De 1983 a 1988 fue investigador asociado independiente en química orgánica en la Universidad Técnica de Dinamarca y en la Universidad de Copenhague. Durante 1985 y 1986 fue investigador postdoctoral asociado en el Laboratorio de Biología Molecular (LMB) del Consejo de Investigación Médica (CMR) de la Universidad de Cambridge, bajo la dirección de Robert C. Sheppard, donde se introdujo en la química de péptidos. En 1996 fue nombrado profesor adjunto en la DTU. Desde 1988 trabajó como investigador principal del grupo de síntesis del Centro de Química Combinacional Orgánica de Fase Sólida (SPOCC) en el Departamento de Química del Laboratorio Carlsberg y nombrado director del mismo en 1997. De 2011 a 2014 fue profesor del Centro de Nanociencia de Universidad de Copenhague. Desde 2013 es profesor y director del Centro de Biología Química Evolutiva de la Universidad de Copenhague.
Morten Meldal ha ido recibido numerosos premios de su área de investigación a lo largo de su carrera profesional, y en 2022 fue galardonado con el premio Nobel de Química. Forma parte del consejo editorial de las principales publicaciones científicas del sector. Es miembro o consejero de varias sociedades científicas danesas e internacionales, y en 1999 cofundó la Sociedad de Ciencias Combinatorias, que preside actualmente. 
Morten Meldal y su grupo de investigación ha publicado más de 330 artículos y ha presentado 30 patentes que cubren áreas tanto en química orgánica como química bioorgánica.

## Logros científicos

### Génesis y desarrollo de la química clic
La principal contribución de Morten Meldal ha sido el desarrollo de la reacción de Huisgen en presencia de un catalizador como un tipo de reacción clic, la reacción de cicloadición 1,3-dipolar de azidas orgánicas y alquinos terminales catalizada por Cuᴵ (CuAAC), trabajo que, junto a Christian Wenzel Tornøe y Caspar Christensen, realizó en el Laboratorio Carlsberg (Copenhague, Dinamarca) en 2001-2002, de forma concurrente en el tiempo pero independiente del desarrollo de la reacción de Huisgen en presencia de un catalizador, también como un tipo de reacción clic, que realizaron Vsevolod V. Rostovtsev, Luke G. Green, Valery Valeryevich Fokin y Karl Barry Sharpless en The Scripps Research Institute (TSRI) (San Diego, California).
Morten Meldal y Christian Wenzel Tornøe, trabajando en la identificación de métodos suaves y eficientes para introducir el farmacóforo del 1,2,3-triazol en péptidos, al intentar reaccionar un alquino con un haluro de ácido en presencia de iones de cobre, descubrieron no sólo que el alquino reaccionaba, en vez de con el haluro de ácido, con un grupo funcional azida también presente en la misma molécula formando un triazol (1,2,3-triazol), sino que además la catálisis del Cuᴵ en la reacción química de cicloadición 1,3-dipolar de azidas orgánicas y alquinos terminales había controlado la reacción de modo que, en principio, sólo se formaba un único compuesto e incluso el haluro de ácido, que teóricamente era el grupo funcional que debería haberse unido al alquino, permanecía sin reaccionar, lo que se consideraría una aportación de primer orden a la cicloadición 1,3-dipolar, reacción química pericíclica de cicloadición publicada por Rolf Huisgen en 1961, y que inauguraría la química clic, que acababa de ser teorizada en ese mismo tiempo por Hartmuth Christian Kolb, M. G. Finn y Karl Barry Sharpless. Un primer estudio de esta reacción clic de cicloadición 1,3-dipolar de azidas orgánicas y alquinos terminales catalizada por Cuᴵ (CuAAC) se presentó en 2001 en un simposio científico, en la que describieron una importante mejora tanto de la velocidad como de la regioselectividad de la reacción de Huisgen, por lo que podían obtenerse altos rendimientos (80%-95%), permitiendo que un alquino terminal (unido a un soporte sólido) reaccionara con diferentes alquil-azidas y aril-azidas en presencia de una sal de Cuᴵ a temperatura ambiente, produciendo 1,2,3-triazoles 1,4-disustituidos. También pudieron demostrar que la química era compatible con la química estándar del grupo protector 9-fluorenilmetiloxicarbonilo (Fmoc) y la síntesis de péptidos en fase sólida. Unos meses más tarde, en 2002, Morten Meldal, Christian Wenzel Tornøe y Caspar Christensen publicaron un informe más detallado, en el que se describía con más detalle el proceso de catálisis con Cuᴵ. El gran éxito de la reacción de cicloadición 1,3-dipolar de azidas orgánicas y alquinos terminales catalizada por Cuᴵ (CuAAC) radica en el hecho de que se trata de una reacción de ligadura prácticamente cuantitativa, muy robusta, insensible, general y ortogonal, adecuada incluso para las conjugaciones de péptidos y proteínas, actualmente muy utilizada en ligadura biomolecular, en el marcaje in vivo o como reacción de polimerización para la síntesis de polímeros lineales largos. Los triazoles son estructuras químicas muy útiles, pues son muy estables, y por su fiabilidad, han sido compuestos que los químicos han intentado siempre desarrollar en sus laboratorios; sin embargo, hasta la llegada de la química clic este proceso creaba muchos subproductos no deseados. De hecho, los triazoles ya se encontraban en muchos productos farmacéuticos, tintes o fitosanitarios agrícolas, y actualmente dicha técnica de química clic se utiliza, entre otros muchos usos en química aplicada, en el desarrollo de productos farmacéuticos como farmacóforos heterocíclicos para el desarrollo de agentes antivirales, anticancerígenos y antibióticos, en la cartografía del ADN y en el desarrollo de materiales funcionales. Por este logro en «el desarrollo de la química clic» Morten Meldal fue galardonado con el premio Nobel de Química 2022, compartido en un tercio con Carolyn Ruth Bertozzi y Karl Barry Sharpless.

## Membresías
- Cofundador y presidente de la Sociedad de Ciencias Combinatorias (SCS) (1999)
- Miembro de la Real Academia Danesa de Ciencias y Letras (1998)[17]
- Miembro del consejo editorial de la publicación periódica Journal of Combinatorial Chemistry
- Miembro del consejo editorial de la publicación periódica ChemBioChem

## Premios y honores
- Beca conmemorativa Kirstine Meyers, de la Sociedad para la Diseminación de las Ciencias Naturales (Dinamarca) (1988)
- Premio de la Sociedad de Química Danesa (1990)
- Premio de investigación, del Programa de Ciencia de la UE (Bélgica) (1992)
- Premio de viaje, de los Institutos de Estudios Avanzados de la OTAN (1992)
- Premio de investigación, de la Fundación Mitzutani (Japón) (1995)
- Premio NKT, de la Sociedad de Química Danesa (1996)
- Premio Leonidas Zervas, de la Sociedad Europea de Péptidos (1996)
- Premio de investigación, del programa EU-INCO-DC (1996)
- Medalla de Oro Ellen y Niels Bjerrum en Química, de la Sociedad de Química Danesa (1997)
- Premio de investigación, de la Fundación Nacional Danesa de Investigación (1997)
- Premio de investigación, de la Sociedad Danesa del Cáncer (1997)
- Conferencia Bjerrum-Brønsted-Lang, en la Real Academia Danesa de Ciencias y Letras (1999)
- Premio ACS Ralph F. Hirschmann en Química de Péptidos, de la Sociedad Americana de Péptidos (2009)[18][19]
- Premio Vincent du Vigneaud, de la Sociedad Americana de Péptidos (2011)[20][8]
- Citation Laureates, de The Web of Science Group de Clarivate Analytics (2019)[21]
- Premio Nobel de Química, del Instituto Nobel (Suecia) (2022) [1⁄3][5]